# Openbare Scholengemeenschap De Hogeberg
De Openbare Scholengemeenschap 'De Hogeberg'  (vaak kortweg de OSG genoemd) is een scholengemeenschap voor vmbo, mavo, havo en vwo. In het schooljaar 2023-2024 telde de school 592 leerlingen. De school is gevestigd in Den Burg op Texel. Het is de enige middelbare school op het waddeneiland. De twee locaties waarover de school beschikte, werden in 2010 samengevoegd tot één locatie aan de Haffelderweg.

## De naam
De naam 'De Hogeberg' is afgeleid van het hoogste punt van Texel, natuurgebied de Hoge Berg, dat naast de school ligt. De heuvel heeft een hoogte van 15 meter en torent daarmee hoog boven het voor de rest vlakke landschap van Texel uit.